# Sergueï Gorbatchev
Pour les articles homonymes, voir Gorbatchev (homonymie).
Sergueï Gorbatchev (en russe : Сергей Горбачев) est un joueur russe de volley-ball né le 10 mars 1982 à Léningrad (oblast de Léningrad, alors en URSS). Il mesure 1,96 m et joue passeur.

## Clubs
| Club                  | De        | À         |
| --------------------- | --------- | --------- |
| Neïron Sosnovi Bor    | 1999-2000 | 2000-2001 |
| Zenit Kazan           | 2001-2002 | 2002-2003 |
| Neftiekhimik Salavat  | 2003-2004 | 2004-2005 |
| Zenit Kazan           | 2005-2006 | 2005-2006 |
| MGTU Moscou           | 2006-2007 | 2006-2007 |
| NOVA Novokouïbychevsk | 2007-2008 | 2008-2009 |
| Dinamo Krasnodar      | 2009-2010 | 2009-2010 |
| VK Tioumen            | 2010-2011 | ...       |

## Palmarès
Néant.